# Ис Арђидас (Каљари)
Ис Арђидас је насеље у Италији у округу Каљари, региону Сардинија.
Према процени из 2011. у насељу је живело 20 становника. Насеље се налази на надморској висини од 78 м.